# IC 3769
IC 3769 је појединачна звијезда у сазвјежђу Ловачки пси која се налази на листи објеката дубоког неба у Индекс каталогу.
Деклинација објекта је + 40° 28' 13" а ректасцензија 12h 46m 48,0s.